# Gyldenstolpia fronto
Gyldenstolpia fronto är en gnagare som först beskrevs av Herluf Winge 1887.  Gyldenstolpia fronto ingår i släktet Gyldenstolpia och familjen hamsterartade gnagare. IUCN kategoriserar arten globalt som starkt hotad. Inga underarter finns listade i Catalogue of Life.
Denna gnagare är bara känd från tre fynd, en från norra Argentina och två från regionen kring staden Brasilia. De hittades alla i den låga vegetationen nära vattenansamlingar.
Ett exemplar hade en kroppslängd (huvud och bål) av 22,5 cm och en svanslängd av 11 cm. Bakfötterna var 4,3 cm långa och öronen var 2 cm stora. Viktuppgifter saknas. De lite styva håren som bildar ovansidans päls är gråa nära roten, ljusbruna i mitten och svarta vid spetsen vad som ger ett mörkbrunt utseende. Det finns en ganska tydlig gräns mot den ljusgråa till vita undersidan. Även undersidans hår är mörka nära roten, vad som ibland är synlig. Svansen är täckt av fjäll och vid varje fjäll finns tre bruna hår. Håren är nära bålen kortare än vid svansens spets.
Inget är känt om levnadssättet.